# 山貝河

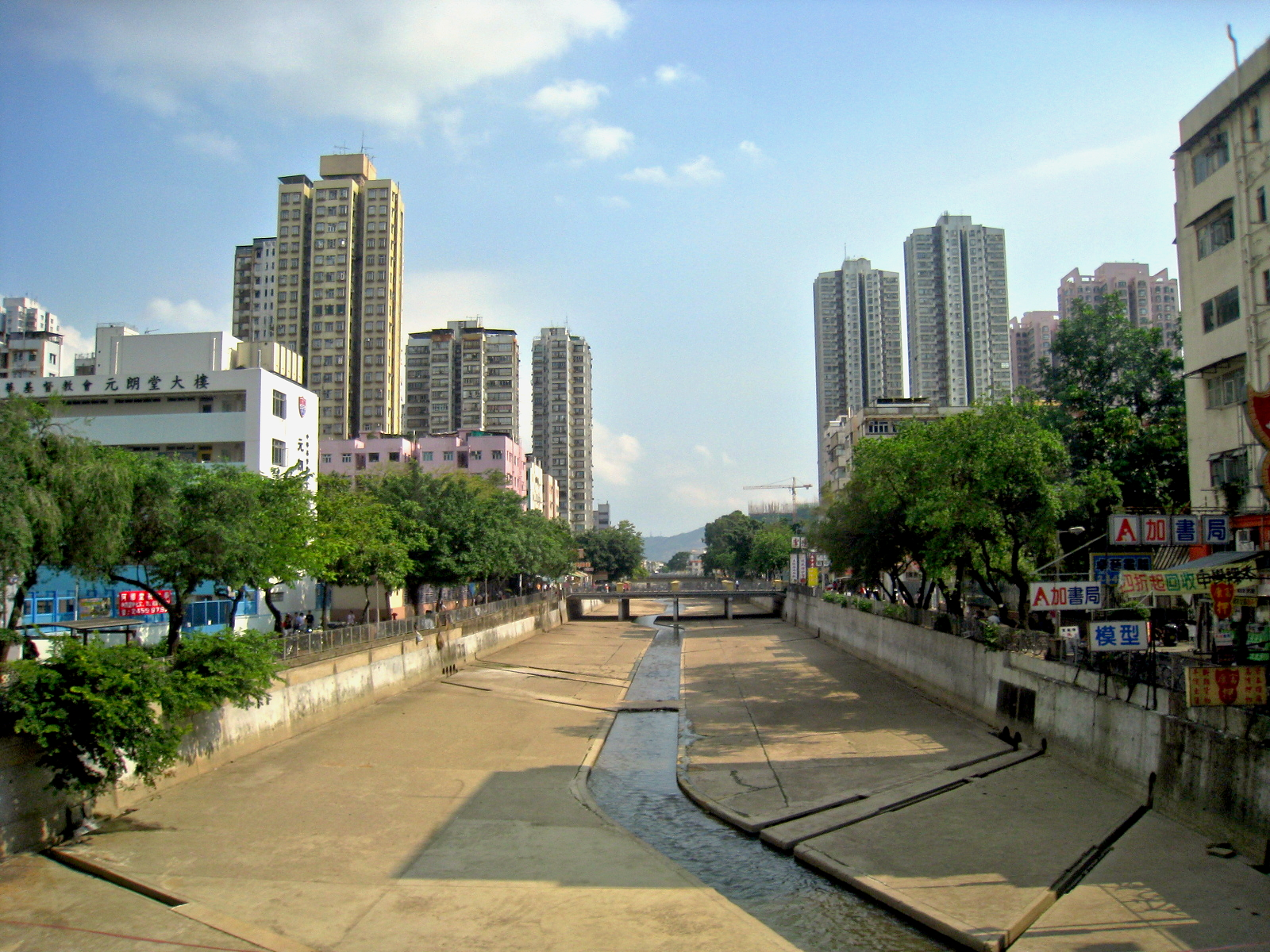
山貝河流經元朗市中心

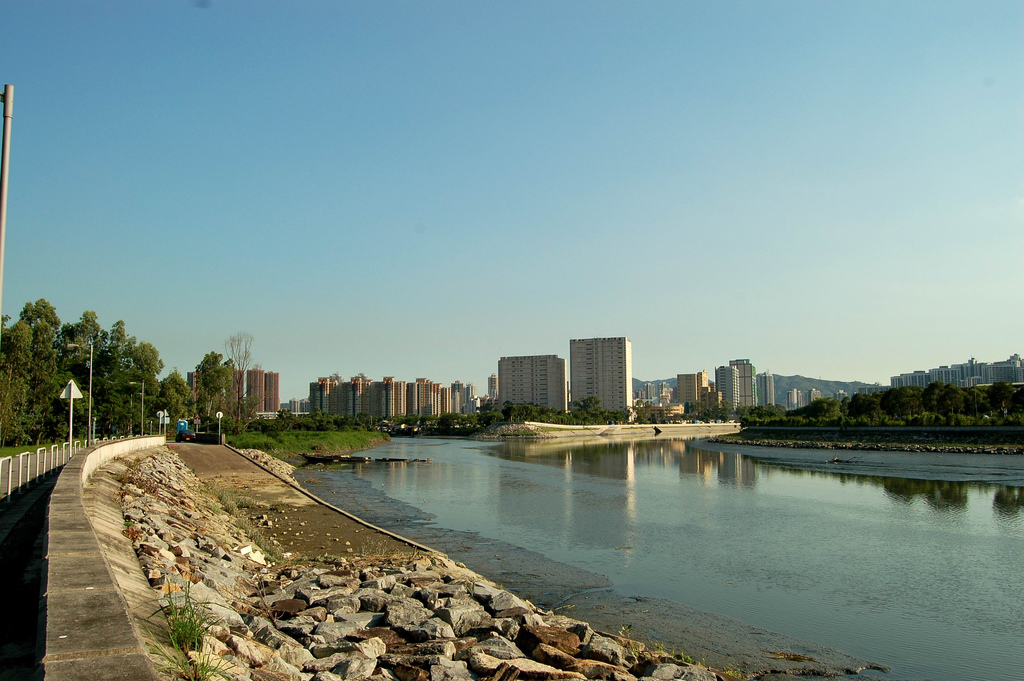
山貝河流經元朗工業邨

山貝河（英語：Shan Pui River），又名山背河、元朗河、元朗明渠或元朗瀝，是香港的一條河流，位於新界的元朗區。河流的源頭由大棠的九逕山山頭開始，海拔約380米，向北流往元朗市中心、東頭工業區、元朗工業邨、米埔、橫洲及甩洲等地，與錦田河匯合流進后海灣。山貝河幹流水平長度約14.3公里，流域面積約為29.2平方公里。在元朗市中心一段的人工河道，也俗稱為元朗大坑渠。

## 特色
山貝河是香港少有的天然寬闊河流，同時亦是香港少數能形成泛濫平原的河流。數百年來不少新界原居民在山貝河沿岸進行耕作，包括稻米、蔬菜等，並飼養像豬、牛和一些家禽。在現時元朗市中心位置一帶亦發展成市集，乃昔日鄉民前來把農作物進行交易的地方。
山貝河流經米埔附近，是香港境內一片具價值的沼澤、濕地地區，生長着茂密的蘆葦叢及紅樹林，吸引了不少候鳥在此逗留。所以，山貝河流域近南生圍一帶亦成為攝影愛好者和觀鳥人士的一個熱門地點。此外，該處亦是玩遙控飛機和航拍機的熱點之一。而山貝河的橫水渡，是香港僅存的橫水渡，吸引不少遊客慕名而來。
然而，由於山貝河也流經元朗工業邨，所以也受到工業廢料的污染，因此元朗區的居民一般稱之為「大坑渠」，近年情況已有改善。
山貝河於2003年11月曾發現一條雌性灣鱷，吸引了不少市民慕名而來觀看，傳媒也對此進行廣泛報導，至2004年6月才擒獲該鱷魚。及後，漁農自然護理署和香港電台合辦小鱷魚命名比賽，8月12日定名為「貝貝」，飼養於香港濕地公園。

## 活化
由於元朗地勢平坦，參考超強颱風天鴿和山竹的潮汐水平，證明元朗容易受水浸影響。同時考慮到政府希望實踐「河畔城市」的理念，提升后海灣與元朗明渠的生態聯繫，故此渠務署提出在元朗明渠下游興建防洪壩，減低水浸風險。同時，利用潮汐屏障可長期解決后海灣淹浸引起的臭味投訴，及營造良好的公共空間予公眾進行康樂活動，並降低熱島效應。抽水泵房和防洪屏障工程預計在2022年第四季開工，並在2027年第三季完工，亦會改建公庵路、僑興路和錦田河的防洪牆。完工後，原有的充氣堤壩將停用，元朗明渠活化工程亦隨之開工，預計在2029年第三季完成。工程後來延期，預計在2030年年中完工。
活化工程完成後，朗屏站至十八鄉路之間、長約1公里的元朗明渠將改建為景致怡人的水道。渠務署會在明渠底部鋪砌低流量河道及種植水生植物，以提升元朗明渠的生態環境，同時使用天然物料重修部分渠面，模仿自然河道。明渠兩旁將加設特式欄杆和觀景台，提升明渠的整體面貌，打造成一條綠色河道長廊。